# Маршалл, Джош
Джошуа Мика Джесаджан-Доржа Маршалл (родился 15 февраля 1969 г.) — американский журналист и блогер, основавший «Памятку для обсуждения» — веб-сайт политических новостей и мнений, которую в 2004 г. журнал «The New York Times» назвал «одним из самых популярных и уважаемых сайтов» в блогосфере. Будучи либералом, он в настоящее время руководит сетью прогрессивно-ориентированных сайтов, которые работают с организацией «TPM Media» и имеют в среднем 400 000 просмотров страниц каждый будний день и 750 000 посетителей каждый месяц.
Маршалл и его работы были описаны в «The New York Times», «Los Angeles Times», «Financial Times», «National Public Radio», «The New York Times Magazine», «Columbia Journalism Review», «Bill Moyers Journal», и GQ. Хендрик Херцберг, старший редактор американского еженедельника «The New Yorker», сравнил Маршалла с влиятельными основателями журнала «Time», сказав: «Маршалл принадлежит к числу великих редакторов, которые любят зацикливаться на лампочке. Он похож на британца Хаддена или Генри Люса Он создал что-то новое».

### Ранняя жизнь и карьера
Маршалл родился в Сент-Луисе, штат Миссури. Отец Маршалла был профессором морской биологии. Мать умерла, когда Джош был ещё совсем молод. Он выпускник Калифорнийской школы Уэбба и Принстонского университета, имеет степень доктора философии в американской истории. В середине 1990-х Маршалл разработал веб-сайты для юридических фирм и опубликовал новостной сайт об Интернет-праве, который включал интервью с известными учеными, такими как, например, Лоуренс Лессиг. Маршалл начал писать статьи о свободе слова в Интернете для «The American Prospect» в 1997 году и вскоре был нанят в качестве помощника редактора. Он проработал в «The American Prospect» три года, а в 1999 году переехал в округ Колумбия, чтобы стать редактором в Вашингтоне. Он часто конфликтовал с ведущими редакторами «The American Prospect» как по идеологии, так и по поводу направления веб-сайта.

### «Памятка для обсуждения»

#### Достижение критической массы
Вдохновленный политическими блогерами, такими как Микки Каус и Эндрю Салливан, Маршалл во время пересчета голосов на выборах во Флориде в 2000 году начал вести политический, новостной и общественный сайт «Памятка для обсуждения» (или TPM). «Мне очень понравилось то, что мне показалось свободой выражения этого жанра письма. И, очевидно, учитывая проблемы, которые у меня были с „The American Prospect“, это мне очень понравилось», — сказал Маршалл. Он оставил свою работу в «The American Prospect» в начале 2001 года и продолжал вести блог, одновременно работая с «The Washington Monthly», «The Atlantic», «The New Yorker», «Salon.com» и «New York Post». В 2002 году Маршалл использовал «Памятку для обсуждения», чтобы сообщить о спорных комментариях Трента Лотта, восхваляющих президентскую гонку Строма Термонда в 1948 году как сегрегационистского. Согласно выводам Школы государственного управления Кеннеди, Маршалл сыграл важную роль в разжигании последовавшего скандала, который в конечном итоге привел к отставке Трента Лотта с поста лидера меньшинства в Сенате. В результате истории Лотта посещаемость «TPM» увеличилась с 8 000 до 20 000 просмотров страниц в день. Маршалл начал продавать рекламу на своем сайте и к концу 2004 года зарабатывал 10 000 долларов в месяц, что сделало его одним из немногих из тех, кого журнал «The New York Times» назвал «элитными блогерами».
Во время предвыборной кампании в США в 2008 г. на многих независимых новостных сайтах и политических блогах произошла волна «взрывного роста». «TPM» испытал наибольший всплеск посещаемости, увеличившись с 32 000 уникальных посетителей в сентябре 2007 г. до 458 000 уникальных посетителей в сентябре 2008 г., что на 1321 % больше по сравнению с прошлым годом.

#### Запуск TPM Media
В 2005 году Маршалл запустил «TPMCafe» — это был левоцентристский портал блогов. В 2006 году Маршалл снова расширил свою деятельность, запустив «TPMmuckraker». Сайт посвящен политической коррупции, и первоначально на нем работали Пол Киль и Джастин Руд. «TPM Media» находится на Манхэттене, и в настоящее время там работает семь репортеров, в том числе двое в Вашингтоне.

### Полемика с прокурором США
В 2007 году Маршалл сыграл важную роль в разоблачении ещё одного национального противоречия — политически мотивированного увольнения американских прокуроров администрацией Буша. Маршалл получил премию «Polk Award» за репортаж, который возглавил информационные средства массовой информации и «соединил точки и обнаружил, что федеральные прокуроры вынуждены уходить с должности за невыполнение приказов администрации Буша». «Columbia Journalism Review» также считает, что новостная организация Маршалла «практически единолично довела до кипения историю увольнения прокуроров США». Последовавший за этим скандал привел к отставке нескольких высокопоставленных правительственных чиновников, в том числе отставка генерального прокурора Альберто Гонсалеса.

## Личная жизнь
Маршалл женился на Милле Исраэлиле в марте 2005 года, пара живёт в Нью-Йорке со своими сыновьями Сэмом и Дэниелом.